# 阿爾瑪花園 (亞利桑那州)
阿爾瑪花園（英語：Alma Gardens）是位於美國亞利桑那州馬里科帕縣的一個非建制地區。該地的面積和人口皆未知。

## 地理
阿爾瑪花園的座標為33°24′17″N 111°51′17″W / 33.40472°N 111.85472°W，而該地的平均海拔高度為373米（即1224英尺）。